# Hellum Herred

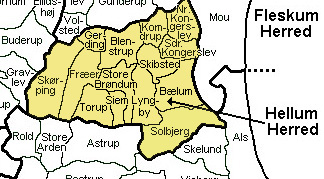
Hellum Herred

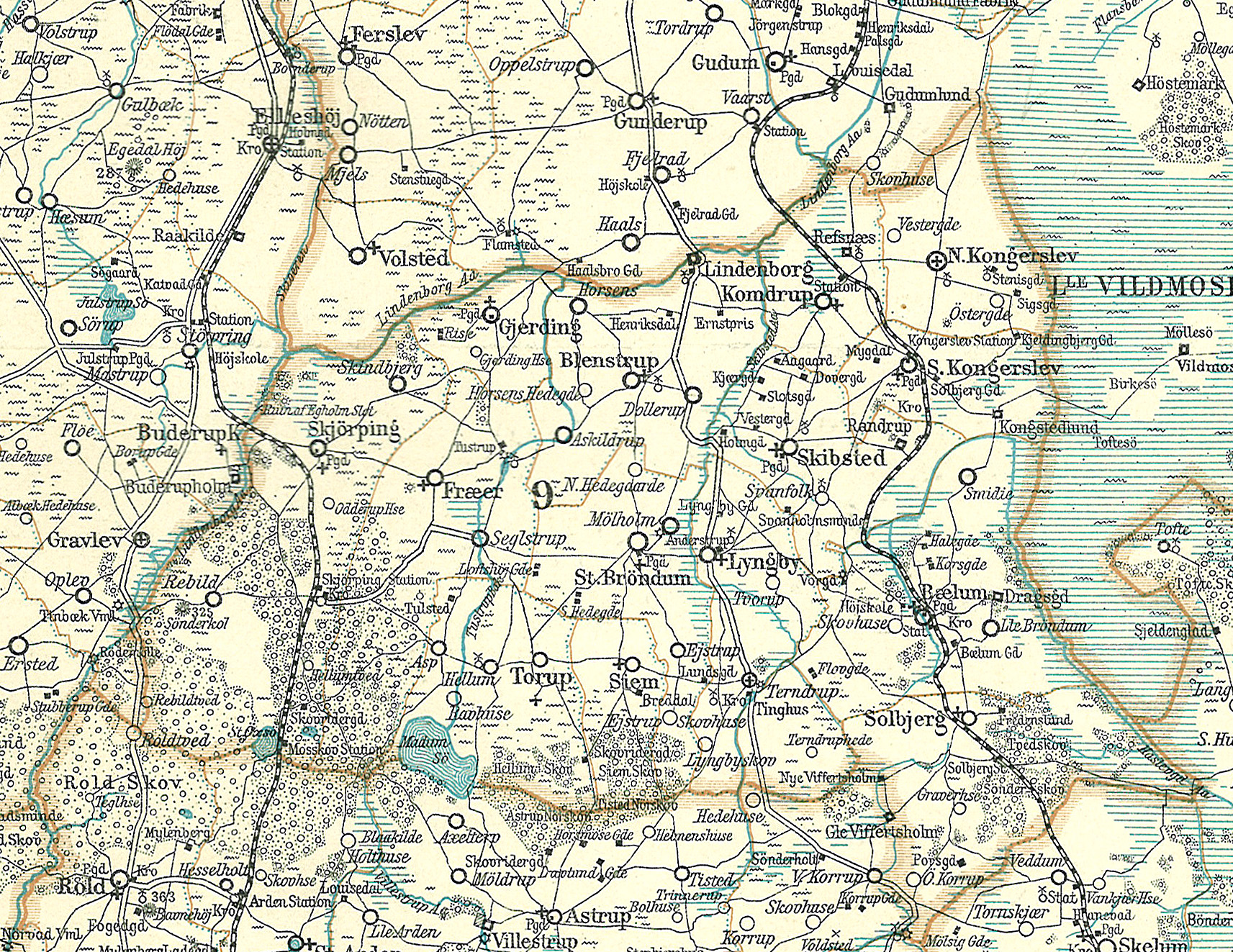
Hellum Herred rond 1900

Hellum Herred was een herred in het voormalige Aalborg Amt in Denemarken. Hellum wordt in Kong Valdemars Jordbok vermeld als Hellyumhæreth. In 1970 werd het gebied gevoegd bij de nieuwe provincie Noord-Jutland.
Hellum was verdeeld in 14 parochies.
- Blenstrup
- Bælum
- Frær
- Gerding
- Komdrup
- Lyngby
- Nørre Kongerslev
- Siem
- Skibsted
- Skørping
- Solbjerg
- Store Brøndum
- Sønder Kongerslev
- Torup